# González (apellido)
González es un apellido patronímico oriundo de España, cuyo origen se deriva del nombre propio Gonzalo, muy común durante toda la Edad Media. Su origen etimológico proviene del Gundisalvo visigodo, que quería significar espíritu de lucha, cuando los visigodos establecieron un reinado en prácticamente toda la península ibérica a excepción del norte (Asturias, Cantabria y País Vasco). Por tanto lo podemos traducir desde el idioma godo de los visigodos como hijo del espíritu de lucha.

## Distribución
González, al igual que muchos otros patronímicos españoles (Gómez, Rodríguez, Escobar, Fernández, López, García, etc), está ampliamente extendido tanto en España como en todos los países de Hispanoamérica como consecuencia de la colonización. Sin embargo, también es posible encontrarlo en las antiguas colonias españolas de Filipinas y Guinea Ecuatorial, así como en todos aquellos países donde exista una comunidad significativa de inmigrantes españoles e hispanos, como por ejemplo Estados Unidos.
En 2021, en España era el tercer apellido más habitual con 924.321 personas (después de García con 1.455.085 personas y Rodríguez con 927.670 de personas), como segundo apellido lo tienen 933.269 personas y 40.203 lo tienen como primer y segundo apellido. Por provincias, es más frecuente en Orense (5,406%), Santa Cruz de Tenerife (5,374%), Asturias (4,784%) y León (4,708%).
En Hispanoamérica es el apellido más común en Venezuela y en el Cono Sur, específicamente Argentina, Uruguay, Chile y Paraguay, debido a las masivas inmigraciones de españoles.

## Escudo de armas
Dado su origen patronímico existen diversos escudos de armas asociados al apellido.
- En campo de gules, un castillo de oro, almenado de tres torres.[cita requerida]

|  |
|  |

|  |
|  |

|  |
|  |

|  |
|  |

|  |
|  |

|  |
|  |

|  |
|  |